# Мостарски университет
Мостарският университет (на хърватски: Sveučilište u Mostaru; на латински: Universitas Studiorum Mostariensis) е държавен университет в град Мостар, Босна и Херцеговина.
Университетът има десет факултета и Академия за изящни изкуства, с 50 различни специалности, 46 специализации и 70 учебни групи. Това го прави един от най-разнообразните в страната.

## История
Началото на Мостарския университет датира от 1895 г., когато е създадена францисканска богословска школа. През 1950 г. започва работа Висшето училище за обучение на учители. Следва създаването на Висше техническо училище през 1959 г., Висше земеделско училище през 1960 г., катедрите на Юридическия и Икономическия факултет.
Университетът е създаден в Мостар през 1977 г., а факултетите и висшите училища функционират като негови части. От 1992 г. хърватският език е официален език в университета. Това е единственият университет в Босна и Херцеговина, в който се говори изцяло хърватски език. Има около 1000 служители. В университета има десет факултета, Академия за изобразително изкуство, осем института и студентски център.
Мостарският университетът участва в Конференцията на ректорите на Босна и Херцеговина и е асоцииран член на Хърватската ректорска конференция. Университетският печат показва сградата на францисканския манастир.
По време на Войната в Босна и Херцеговина, в края на 1992 г., университетът е преименуван на Sveučilište u Mostaru (хърватски термин за университет) и хърватския език е възприет като официален. С разделянето на града по етнически признак, босненските професори напускат университета и създават нов със старото име – Мостарски университет „Джамал Биедич“. Тъй като сградите на първоначалния университет се намират в западен Мостар, под контрола на хърватите, новият университет използва тези сгради. Университетът „Джамал Биедич“ използва старите казарми на Югославската народна армия в източен Мостар, където е и кампуса му.

## Студенти
Университетът в Мостар има около 16 000 студенти, което го прави третият по големина университет в Босна и Херцеговина. През годините, в Мостарския университет се наблюдава бърз растеж на броя на студентите. През учебната 2006 – 2007 г. той има 6256 студенти, докато през 2014 – 2015 г. те вече са 10 712.
Нараства и броят на чуждестранните студенти, повечето от които от съседна Хърватия. През учебната 2008 – 2009 г. има 292 студенти от Хърватия, а през 2012 – 2013 г. – 644. През 2014 – 2015 г. студентите от Хърватия са 17% от общия им брой.